# Uraecha laosica
Uraecha laosica là một loài bọ cánh cứng trong họ Cerambycidae.